# 新界區專線小巴87線
新界區專線小巴87線是由誠運發展營辦的一條專線小巴線，來往荃灣（鹹田街）及葵芳（盛芳街）。

## 簡介及歷史
- 1980年2月：路線投入服務，來往荃灣（鹹田街）及葵芳（盛芳街）。[1]
- 2003年7月：原有營辦商宣佈放棄營運。
- 2003年9月：經運輸署公開招標，改由誠運有限公司營運。[2]

## 服務時間及班次
| 荃灣（鹹田街）開 | 荃灣（鹹田街）開 | 荃灣（鹹田街）開 | 葵芳（盛芳街）開 | 葵芳（盛芳街）開 | 葵芳（盛芳街）開 |
| 日期             | 服務時間         | 班次（分鐘）     | 日期             | 服務時間         | 班次（分鐘）     |
| ---------------- | ---------------- | ---------------- | ---------------- | ---------------- | ---------------- |
| 星期一至六       | 06:15-10:00      | 8-9              | 星期一至六       | 06:15-10:00      | 8-9              |
| 星期一至六       | 10:00-16:00      | 10               | 星期一至六       | 10:00-16:00      | 10               |
| 星期一至六       | 16:00-20:30      | 8-9              | 星期一至六       | 16:00-20:00      | 8-9              |
| 星期一至六       | 20:30-23:00      | 10               | 星期一至六       | 20:00-23:00      | 10               |
| 星期日及公眾假期 | 06:15-23:00      | 10               | 星期日及公眾假期 | 06:15-23:00      | 10               |

## 收費
- 全程收費：$4.4

| - 此路線大小同價。 - 65歲或以上長者使用長者或個人八達通（包括「樂悠咭」），合資格殘疾人士使用「殘疾人士身份」個人八達通，以及60至64歲香港居民使用「樂悠咭」繳付車資，均可享有每程劃一$2.0的政府長者及合資格殘疾人士公共交通票價優惠計劃。 - 乘客可以現金或八達通卡於上車時付款，不設找贖。 |

## 行車路線
- 往葵芳（盛芳街）：鹹田街，河背街，眾安街，楊屋道，葵福路，盛福街，葵盛圍，興盛路，高芳街，榮芳街及盛芳街。
- 往荃灣（鹹田街）：盛芳街，高芳街，興盛路，葵盛圍，盛福街，葵福路，楊屋道，聯仁街，沙咀道及鹹田街。

## 外部連結
- 681巴士總站 （页面存档备份，存于）